# Slag bij de Utus
De Slag bij de Utus vond plaats in 447 tussen de strijdkrachten van het Oost-Romeinse Rijk en de Hunnen onder leiding van Attila in de Donauvlakte aan de rivier de Utus.

## Achtergrond
Begin de jaren 440 kon keizer Theodosius II van Byzantium vrede sluiten met de Sassaniden en de Vandalen. Hij dacht door meer troepen te sturen naar de Balkan, dat hij het juk van de Hunnen van zich zou kunnen afschudden. Enkel met het betalen van schattingen kon erger worden voorkomen. Midden de jaren 440 stierf Hunnenleider Bleda en werd de Romeinse onderhandelaar Anatolius overgeplaatst. Attila voelde zich niet meer gebonden, verhoogde de dwangsom en viel aan.

## Slag
De details over de campagne van Attila, evenals de gebeurtenissen daarna, zijn onduidelijk. Er zijn slechts enkele korte passages uit Byzantijnse bronnen (Jordanes' Romana, de kroniek van Marcellinus Comes en de Chronicon Paschale) beschikbaar.
De Romeinse strijdkrachten stonden onder de leiding van Arnegisclus, die tijdens de slag zal sneuvelen. De verliezen aan beide kanten waren groot. Het vervolg maakt duidelijk dat de Hunnen, de slag wonnen.

## Vervolg
De Hunnen zetten hun opmars verder richting Constantinopel, onderweg plunderden ze vele steden, onder andere Marcianopolis. Onder leiding van praefect praetorio Orientis Constantinus werden de muren van Constantinopel hersteld en verstevigd. Anatolius werd teruggehaald om met Attila te onderhandelen. In 448 sloot Anatolius een vredesakkoord met Attila, waarin de Romeinen overeenkwamen een jaarlijkse tribuut van 2100 pond goud te betalen.